# Liste von Burgen, Schlössern und Festungen im Département Meuse
Die Liste von Burgen, Schlössern und Festungen im Département Meuse listet bestehende und abgegangene Anlagen im Département Meuse auf. Das Département zählt zur Region Grand Est in Frankreich.

Wappen des Départements Meuse (55)
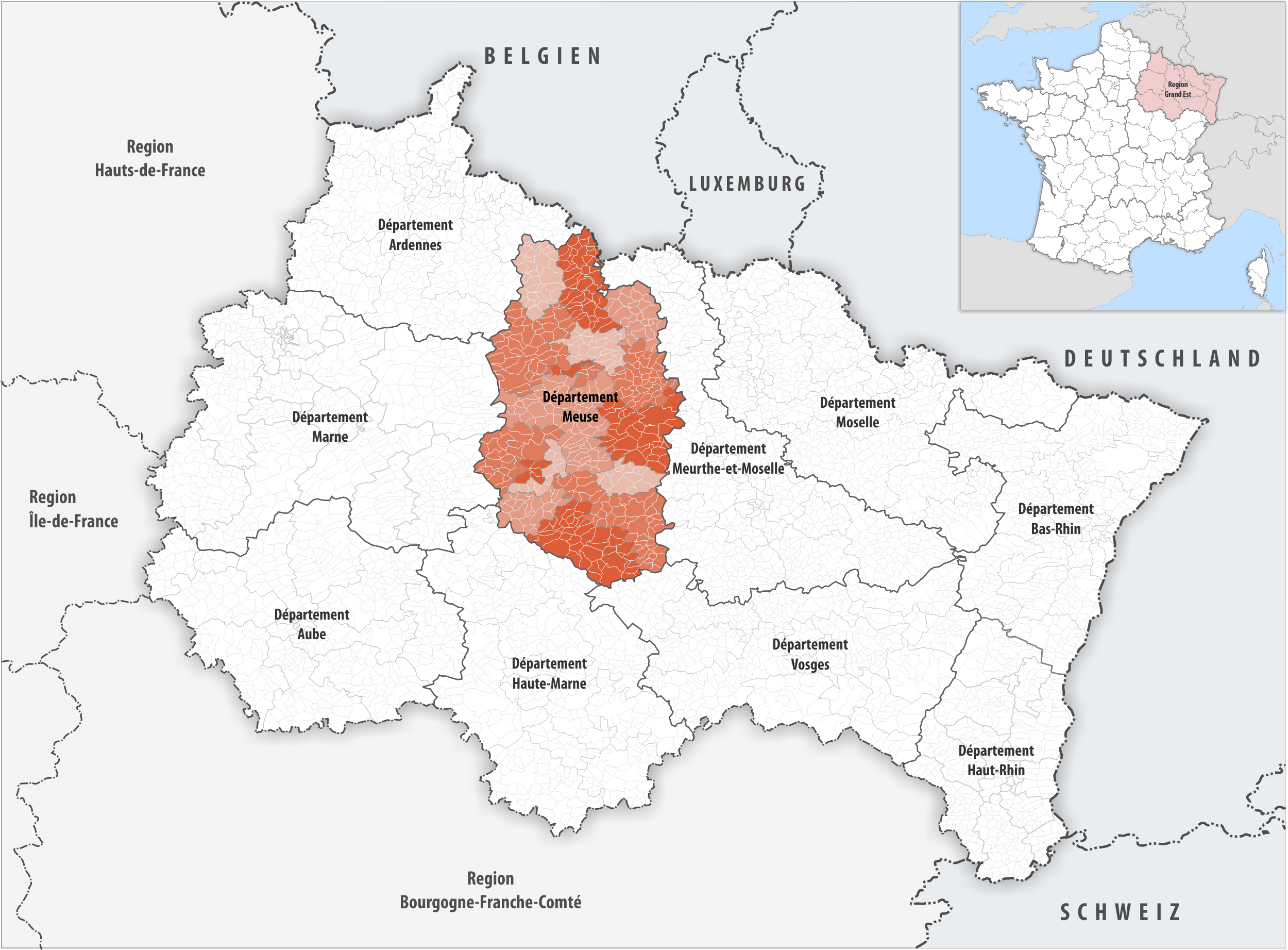
Lage des Départements Meuse in der Region Grand Est
Lage der Region Grand Est in Frankreich

## Liste
Bestand am 3. August 2021: 51
| Name deu / fra                                                 | Gemeinde / Lage                                    | Typ (Untertyp)          | Bemerkungen                                                                                             | Bild |
| -------------------------------------------------------------- | -------------------------------------------------- | ----------------------- | --- | ---- |
| Schloss Arrancy-sur-Crusnes Château d'Arrancy-sur-Crusnes      | Arrancy-sur-Crusnes 49,412779° N, 5,657188° O      | Schloss                 | |      |
| Schloss Bazincourt Maison de Bazincourt-sur-Saulx              | Bazincourt-sur-Saulx 48,674854° N, 5,139823° O     | Schloss                 | |      |
| Schloss de Bertheléville Château de Bertheléville              | Dainville-Bertheléville                            | Schloss (Palais)        | |      |
| Burg Burey-la-Côte Château de Burey-la-Côte                    | Burey-la-Côte                                      | Burg                    | |      |
| Schloss Chalaines Château de Chalaines                         | Chalaines                                          | Schloss                 | |      |
| Oberes Schloss Charmois Château haut de Charmois               | Mouzay                                             | Schloss                 | Im Weiler Charmois                                                                                      |      |
| Unteres Schloss Charmois Château bas de Charmois               | Mouzay                                             | Schloss                 | Im Weiler Charmois                                                                                      |      |
| Schloss Claudot Château Claudot                                | Beurey-sur-Saulx                                   | Schloss                 | |      |
| Schloss Le Clos Château du Clos                                | Sampigny 48,8275° N, 5,5075° O                     | Schloss                 | |      |
| Schloss Combles-en-Barrois Château de Combles-en-Barrois       | Combles-en-Barrois                                 | Schloss                 | |      |
| Schloss Commercy Château de Commercy                           | Commercy 48,76361° N, 5,54222° O                   | Schloss                 | |      |
| Schloss Euville Château d'Euville                              | Euville                                            | Schloss                 | |      |
| Schloss La Forge Château de la Forge                           | Haironville                                        | Schloss                 | |      |
| Schloss Le Fourneau Château du Fourneau                        | Dammarie-sur-Saulx                                 | Schloss                 | |      |
| Schloss Fresnois Château de Fresnois                           | Montmédy                                           | Schloss                 | |      |
| Burg Gombervaux Château de Gombervaux                          | Vaucouleurs 48,63389° N, 5,65111° O                | Burg                    | Ruine                                                                                                   |      |
| Burg Gondrecourt Château de Gondrecourt                        | Gondrecourt-le-Château                             | Burg                    | |      |
| Schloss Goussaincourt Château de Goussaincourt                 | Goussaincourt                                      | Schloss                 | |      |
| Burg La Tour Château de la Tour                                | Haironville                                        | Burg (Turm)             | |      |
| Schloss Hannoncelles Château d'Hannoncelles                    | Ville-en-Woëvre                                    | Schloss                 | |      |
| Burg Hattonchâtel Château de Hattonchâtel                      | Vigneulles-lès-Hattonchâtel 48,9925° N, 5,70583° O | Burg                    | |      |
| Schloss der Herzöge von Bar Château des ducs de Bar            | Bar-le-Duc 48,77167° N, 5,15611° O                 | Schloss                 | |      |
| Schloss Hugnes Château de Hugnes                               | Juvigny-sur-Loison                                 | Schloss                 | |      |
| Schloss Jean d’Heurs Château de Jean d'Heurs                   | L’Isle-en-Rigault                                  | Schloss                 | |      |
| Schloss L’Isle Château de l'Isle                               | Cousances-les-Forges                               | Schloss                 | |      |
| Schloss Labessière Château de Labessière                       | Ancemont                                           | Schloss                 | |      |
| Burg Ligny Château de Ligny-en-Barrois                         | Ligny-en-Barrois                                   | Burg                    | Abgegangen, lag inmitten der entstehenden Stadt                                                         |      |
| Schloss Lion Château de Lion                                   | Lion-devant-Dun                                    | Schloss                 | |      |
| Schloss Lisle Château de Lisle                                 | L’Isle-en-Rigault 48,7175° N, 5,04861° O           | Schloss                 | |      |
| Schloss Louppy-sur-Loison Château de Louppy-sur-Loison         | Louppy-sur-Loison 49,44361° N, 5,3475° O           | Schloss                 | |      |
| Schloss La Malpierre Château de la Malpierre                   | Rigny-la-Salle                                     | Schloss                 | |      |
| Schloss Marbeaumont Château de Marbeaumont                     | Bar-le-Duc 48,77389° N, 5,17167° O                 | Schloss                 | |      |
| Schloss Mauvages Château de Mauvages                           | Mauvages                                           | Schloss                 | |      |
| Schloss Montbras Château de Montbras                           | Montbras 48,5275° N, 5,69472° O                    | Schloss                 | |      |
| Schloss Les Monthairons Château des Monthairons                | Monthairons 49,0611° N, 5,40917° O                 | Schloss                 | |      |
| Schloss Montiers-sur-Saulx Château de Montiers-sur-Saulx       | Montiers-sur-Saulx                                 | Schloss                 | |      |
| Zitadelle Montmédy Citadelle de Montmédy                       | Montmédy                                           | Festung                 | |      |
| Schloss Morlaincourt Château de Morlaincourt                   | Chanteraine                                        | Schloss                 | |      |
| Schloss Neuville-en-Verdunois Château de Neuville-en-Verdunois | Neuville-en-Verdunois                              | Schloss                 | |      |
| Schloss Ourches Château d'Ourches                              | Ourches-sur-Meuse                                  | Schloss                 | Durch Landhaus ersetzt                                                                                  |      |
| Schloss Sampigny Château de Sampigny                           | Sampigny 48,82361° N, 5,51361° O                   | Schloss                 | Ruine                                                                                                   |      |
| Schloss Thillombois Château de Thillombois                     | Thillombois 48,95639° N, 5,39861° O                | Schloss                 | |      |
| Schloss La Varenne Château de la Varenne                       | Haironville                                        | Schloss                 | |      |
| Burg Vaucouleurs Château de Vaucouleurs                        | Vaucouleurs                                        | Burg                    | Nur Burgkapelle und Tor erhalten                                                                        |      |
| Bischofspalais Verdun Palais épiscopal de Verdun               | Verdun                                             | Schloss (Palais)        | Heute das Centre mondial de la paix (Weltzentrum für Frieden)                                           |      |
| Burg Verdun Château de Verdun                                  | Verdun                                             | Burg (Stadtbefestigung) | Aus dem Mittelalter, nur wenig erhalten                                                                 |      |
| Festung Verdun Citadelle souterraine de Verdun                 | Verdun                                             | Festung                 | Oberirdische Zitadelle (ab dem 16. Jahrhundert) und unterirdische Zitadelle (Ende des 19. Jahrhunderts) |      |
| Schloss Ville-au-Val Château de Ville-au-Val                   | Ville-au-Val                                       | Schloss                 | |      |
| Schloss Ville-sur-Saulx Château de Ville-sur-Saulx             | Ville-sur-Saulx 48,71139° N, 5,05528° O            | Schloss                 | |      |
| Burg Void Château de Void                                      | Void-Vacon                                         | Burg                    | Ruine, Taubenturm erhalten                                                                              |      |
| Burg Watronville Château de Watronville                        | Watronville                                        | Burg                    | |      |